# Mike Delfino
Mike Delfino is een personage uit de Amerikaanse televisieserie Desperate Housewives, gespeeld door James Denton.

## Verhaallijn
Mike Delfino komt op Wisteria Lane wonen in de eerste aflevering. Hij is loodgieter op het eerste gezicht, maar schijn bedriegt: Mike is op zoek naar de moordenaar van zijn vriendin, Deirdre. Hij doet dit in opdracht van Noah Taylor, haar vader. Hij is een schatrijk man die de moordenaar van zijn dochter dood wil zien. En dat moet snel gaan, want Noah is terminaal ziek.
Als er een kist komt bovendrijven met het lichaam van Deirdre, weet Mike zeker dat hij goed zit. Naarmate het eerste seizoen vordert, wordt het duidelijk dat Paul en Mary Alice Young iets met die moord te maken hebben.
Mike is een knappe man, en meteen na zijn aankomst openen Edie Britt, een bloedmooie blondine en Susan, een gescheiden vrouw, de jacht op hem. Susan wint dit pleit aanvankelijk, maar dankzij Susans onhandigheden, de zelfmoord van Mary Alice, Mikes coma, Edies achterbakse roddels en Susans ex Carl, is hun relatie meer af dan aan. Wanneer ze dan toch beseffen dat ze niet zonder elkaar kunnen, trouwen Mike en Susan.
Mike heeft ook al in de gevangenis gezeten voor slagen en verwondingen met de dood tot gevolg en voor drugsbezit.